# 中小站
中小站是一个沟海线上的铁路车站，位于辽宁省海城市中小乡，建于1970年，目前为四等站，邮政编码为114216。目前客运：办理旅客乘降；行李、包裹托运；货运：办理整车货物发到。